# 파비아누 소아리스 페소아
파비아누 소아리스 페소아(포르투갈어: Fabiano Soares Pessoa, 1966년 6월 10일 ~ )는 브라질의 스페인계 전직 축구 선수이자 축구 감독이다.
| 전임 김인완 (대행) | 전남 드래곤즈 감독 2019년 | 후임 전경준 |